# Gran Premi de Mònaco del 2008
La cursa del Gran Premi de Mònaco de Fórmula 1 ha estat la sisena cursa de la temporada 2008 i s'ha disputat al Circuit de Mònaco (Montecarlo) el 25 de maig del 2008.

## Qualificacions del dissabte
| Pos. | Nº | Pilot                | Equip                 | Temps Q1 | Temps Q2 | Temps Q3    |
| ---- | -- | -------------------- | --------------------- | -------- | -------- | ----------- |
| 1    | 2  | Felipe Massa         | Ferrari               | 1:15.190 | 1:15.110 | 1:15.787    |
| 2    | 1  | Kimi Räikkönen       | Ferrari               | 1:15.717 | 1:15.404 | 1:15.815    |
| 3    | 22 | Lewis Hamilton       | McLaren - Mercedes    | 1:15.582 | 1:15.322 | 1:15.839    |
| 4    | 23 | Heikki Kovalainen    | McLaren - Mercedes    | 1:15.295 | 1:15.389 | 1:16.165    |
| 5    | 4  | Robert Kubica        | BMW Sauber            | 1:15.977 | 1:15.483 | 1:16.171    |
| 6    | 7  | Nico Rosberg         | Williams - Toyota     | 1:15.935 | 1:15.287 | 1:16.548    |
| 7    | 5  | Fernando Alonso      | Renault               | 1:16.646 | 1:15.827 | 1:16.852    |
| 8    | 11 | Jarno Trulli         | Toyota                | 1:16.306 | 1:15.598 | 1:17.203    |
| 9    | 10 | Mark Webber          | Red Bull - Renault    | 1:16.074 | 1:15.745 | 1:17.343    |
| 10   | 9  | David Coulthard      | Red Bull - Renault    | 1:16.086 | 1:15.839 | Sense temps |
| 11   | 12 | Timo Glock           | Toyota                | 1:16.285 | 1:15.907 |             |
| 12   | 16 | Jenson Button        | Honda                 | 1:16.259 | 1:16.101 |             |
| 13   | 3  | Nick Heidfeld        | BMW Sauber            | 1:16.650 | 1:16.455 |             |
| 14   | 8  | Kazuki Nakajima      | Williams - Toyota     | 1:16.756 | 1:16.479 |             |
| 15   | 17 | Rubens Barrichello   | Honda                 | 1:16.208 | 1:16.537 |             |
| 16   | 14 | Sébastien Bourdais   | Toro Rosso - Ferrari  | 1:16.806 |          |             |
| 17   | 6  | Nelson Piquet Jr.    | Renault               | 1:16.933 |          |             |
| 18   | 15 | Sebastian Vettel     | Toro Rosso - Ferrari  | 1:16.955 |          |             |
| 19   | 20 | Adrian Sutil         | Force India - Ferrari | 1:17.225 |          |             |
| 20   | 21 | Giancarlo Fisichella | Force India - Ferrari | 1:17.823 |          |             |

## Cursa
| Pos | Cotxe | Pilot                | Equip                 | Voltes | Temps/ Retir. | Pos. de sort. | Punts |
| --- | ----- | -------------------- | --------------------- | ------ | ------------- | ------------- | ----- |
| 1   | 22    | Lewis Hamilton       | McLaren - Mercedes    | 76     | 2:00:42.742   | 3             | 10    |
| 2   | 4     | Robert Kubica        | BMW Sauber            | 76     | + 3.064 s     | 5             | 8     |
| 3   | 2     | Felipe Massa         | Ferrari               | 76     | + 4.811 s     | 1             | 6     |
| 4   | 10    | Mark Webber          | Red Bull - Renault    | 76     | + 19.295 s    | 9             | 5     |
| 5   | 15    | Sebastian Vettel     | Toro Rosso - Ferrari  | 76     | + 24.657 s    | 19            | 4     |
| 6   | 17    | Rubens Barrichello   | Honda                 | 76     | + 28.408 s    | 14            | 3     |
| 7   | 8     | Kazuki Nakajima      | Williams - Toyota     | 76     | + 30.180 s    | 13            | 2     |
| 8   | 23    | Heikki Kovalainen    | McLaren - Mercedes    | 76     | + 33.191 s    | 4             | 1     |
| 9   | 1     | Kimi Räikkönen       | Ferrari               | 76     | + 33.792 s    | 2             |       |
| 10  | 5     | Fernando Alonso      | Renault               | 75     | + 1 Volta     | 7             |       |
| 11  | 16    | Jenson Button        | Honda                 | 75     | + 1 Volta     | 11            |       |
| 12  | 12    | Timo Glock           | Toyota                | 75     | + 1 Volta     | 10            |       |
| 13  | 11    | Jarno Trulli         | Toyota                | 75     | + 1 Volta     | 8             |       |
| 14  | 3     | Nick Heidfeld        | BMW Sauber            | 72     | + 4 Voltes    | 12            |       |
| Ret | 20    | Adrian Sutil         | Force India - Ferrari | 68     | Col·lisió     | 18            |       |
| Ret | 7     | Nico Rosberg         | Williams - Toyota     | 61     | Accident      | 6             |       |
| Ret | 6     | Nelson Piquet Jr.    | Renault               | 47     | Accident      | 17            |       |
| Ret | 21    | Giancarlo Fisichella | Force India - Ferrari | 37     | Caixa canvi   | 20            |       |
| Ret | 9     | David Coulthard      | Red Bull - Renault    | 7      | Accident      | 15            |       |
| Ret | 14    | Sébastien Bourdais   | Toro Rosso - Ferrari  | 7      | Col·lisió     | 16            |       |

## Altres
- Pole: Felipe Massa 1: 15. 787
- Volta ràpida: Kimi Räikkönen 1: 16.689 a la volta 74

| Anterior G.P.: Gran Premi de Turquia del 2008 | FIA 2008 Fórmula 1 Campionat mundial | Següent G.P.: Gran Premi del Canadà del 2008 |
| Anterior G.P.: Gran Premi de Mònaco del 2007  | Gran Premi de Mònaco                 | Següent G.P.: Gran Premi de Mònaco del 2009  |